# Louis Sébert
Pour les articles homonymes, voir Sebert.
Louis Sébert (15 mai 1814 à Villeneuve-sur-Verberie - 3 juillet 1876 à Chatenay) est un notaire et homme politique français.

## Biographie
Sébert fit son droit à Paris et y acheta en 1848 une étude de notaire. Président de la chambre des notaires en 1864, il refusa, le 11 mars 1871, d'obtempérer aux ordres du délégué à la justice de la Commune, Protot, qui enjoignait aux notaires de faire acte d'adhésion au nouveau pouvoir dans les vingt-quatre heures, sous peine d'être considérés comme démissionnaires. 
Cet exemple, qui fut suivi par tous les notaires de Paris, valut à Sébert de bénéficier du soutien de l'Union parisienne de la presse, qui facilita son élection à l'Assemblée nationale, lors des élections complémentaires du 2 juillet 1871, en remplacement de 21 représentants, morts, démissionnaires ou ayant opté pour d'autres départements. 
Élu représentant de la Seine, il prit place au centre gauche et fut rapporteur en 1875 du projet de loi sur l'hypothèque des navires. Réélu, le 20 février 1876, député de l'arrondissement de Senlis, il mourut en juillet suivant.

## Sources
- « Louis Sébert », dans Adolphe Robert et Gaston Cougny, Dictionnaire des parlementaires français, Edgar Bourloton, 1889-1891 [détail de l’édition]